# Peckia percussa
Peckia percussa är en tvåvingeart som först beskrevs av Guilherme A.M.Lopes 1938.  Peckia percussa ingår i släktet Peckia och familjen köttflugor. Inga underarter finns listade i Catalogue of Life.